# تپه اطراف شهر سوخته ۱۵۹
تپه اطراف شهر سوخته شماره ۱۵۹ مربوط به هزاره سوم قبل از میلاد است و در شهرستان زابل، بخش شیب آب، دهستان لوتک، روستای حومه شهر سوخته، ۵/۹ کیلومتری شمال شرق پایگاه باستان‌شناسی شهر سوخته واقع شده و این اثر در تاریخ ۶ اسفند ۱۳۸۵ با شمارهٔ ثبت ۱۷۵۸۸ به‌عنوان یکی از آثار ملی ایران به ثبت رسیده است.